# Рингер, Рихард
Рихард Клаус Рингер (нем. Richard Klaus Ringer; род. 27 февраля 1989 года, Иберлинген, Баден-Вюртемберг, ФРГ) — немецкий легкоатлет, специализирующийся в беге на средние и длинные дистанции. Чемпион Европы 2022 года в марафоне, бронзовый призёр чемпионата Европы 2016 года в беге на 5000 метров. Многократный чемпион Германии. Участник летних Олимпийских игр 2016 и 2020 годов.

## Биография
Впервые принял участие в легкоатлетических соревнованиях в 10 лет, когда стал третьим на дистанции 800 метров среди сверстников. Благодаря этому успеху заинтересовался спортом и стал регулярно тренироваться. С 2005 года выступает за клуб VfB LC Friedrichshafen.
Первый крупный успех случился на юношеском чемпионате Германии 2006 года, где Рихард выиграл дистанцию 3000 метров.
Выступал на чемпионатах Европы и мира среди юниоров, но был далёк от призовых мест. Занял седьмое место в беге на 5000 метров на молодёжном чемпионате Европы.
Из-за учёбы в Университете прикладных наук Констанца его прогресс на протяжении двух лет был незначительным. Лишь после выпуска в 2013 году Рихард начал выходить на ведущие роли в стране в беге на длинные дистанции. Завоевал бронзовую медаль на 5000 метров на Универсиаде в Казани, уступив только Хайле Ибрагимову из Азербайджана и кенийцу Полу Челимо.
В 2014 году выиграл бег на 3000 метров на командном чемпионате Европы, стал чемпионом страны на дистанциях 5000 и 10 000 метров, а также в кроссе. На чемпионате Европы финишировал четвёртым.
Занял пятое место в финале чемпионата Европы в помещении 2015 года в беге на 3000 метров. В летнем сезоне повторил прошлогодний успех на командном чемпионате Европы. В июле на соревнованиях в Бельгии пробежал 5000 метров за 13.10,94 — быстрее в истории Германии были всего три человека. На мировом первенстве в Пекине вошёл в число финалистов на этой дистанции и занял 14-е место.
Боролся за победу на чемпионате Европы 2016 года в беге на 5000 метров: Рихард показал одинаковый результат с ещё двумя бегунами, но по фотофинишу судьи отдали ему бронзовую медаль (при этом преимущество над четвёртым местом составило 0,01 секунды).
На Олимпийских играх в Рио-де-Жанейро не смог выйти в финал, заняв только 20-е место в своём предварительном забеге.
В финале бега на 3000 метров на чемпионате Европы в помещении 2017 года со старта был в числе лидеров. Благодаря своему рывку в середине дистанции смог растянуть лидирующую группу и прийти к финишу третьим.
Параллельно с тренировками часть времени посвящает работе менеджером в компании по производству дизельных и газопоршневых двигателей MTU ONSITE из Фридрихсхафена.

## Основные результаты
| Год  | Турнир                                    | Место проведения         | Дисциплина    | Место       | Результат |
| ---- | ----------------------------------------- | ------------------------ | ------------- | ----------- | --------- |
| 2007 | Чемпионат Европы среди юниоров            | Хенгело, Нидерланды      | 5000 м        | 13-е        | 15.16,03  |
| 2008 | Чемпионат мира среди юниоров              | Быдгощ, Польша           | 1500 м        | 16-е (заб.) | 3.50,77   |
| 2010 | Чемпионат Европы по кроссу среди молодёжи | Албуфейра, Португалия    | кросс 8,17 км | 31-е        | 25.11     |
| 2011 | Чемпионат Европы среди молодёжи           | Острава, Чехия           | 5000 м        | 7-е         | 14.24,86  |
| 2011 | Чемпионат Европы по кроссу среди молодёжи | Веленье, Словения        | кросс 8 км    | 4-е         | 23.48     |
| 2013 | Командный чемпионат Европы                | Гейтсхед, Великобритания | 3000 м        | 5-е         | 8.05,89   |
| 2013 | Универсиада                               | Казань, Россия           | 5000 м        | 3-е         | 13.37,18  |
| 2013 | Чемпионат Европы по кроссу                | Белград, Сербия          | кросс 10 км   | 7-е         | 29.49     |
| 2014 | Командный чемпионат Европы                | Брауншвейг, Германия     | 3000 м        | 1-е         | 7.50,99   |
| 2014 | Чемпионат Европы                          | Цюрих, Швейцария         | 5000 м        | 4-е         | 14.10,92  |
| 2014 | Континентальный кубок                     | Марракеш, Марокко        | 3000 м        | 7-е         | 8.02,87   |
| 2015 | Чемпионат Европы в помещении              | Прага, Чехия             | 3000 м        | 5-е         | 7.48,44   |
| 2015 | Командный чемпионат Европы                | Чебоксары, Россия        | 3000 м        | 1-е         | 8.34,35   |
| 2015 | Чемпионат мира                            | Пекин, Китай             | 5000 м        | 14-е        | 14.03,72  |
| 2016 | Чемпионат Европы                          | Амстердам, Нидерланды    | 5000 м        | 3-е         | 13.40,85  |
| 2016 | Олимпийские игры                          | Рио-де-Жанейро, Бразилия | 5000 м        | 38-е (заб.) | 14.05,01  |
| 2017 | Чемпионат Европы в помещении              | Белград, Сербия          | 3000 м        | 3-е         | 8.01,01   |